# Okorvölgy

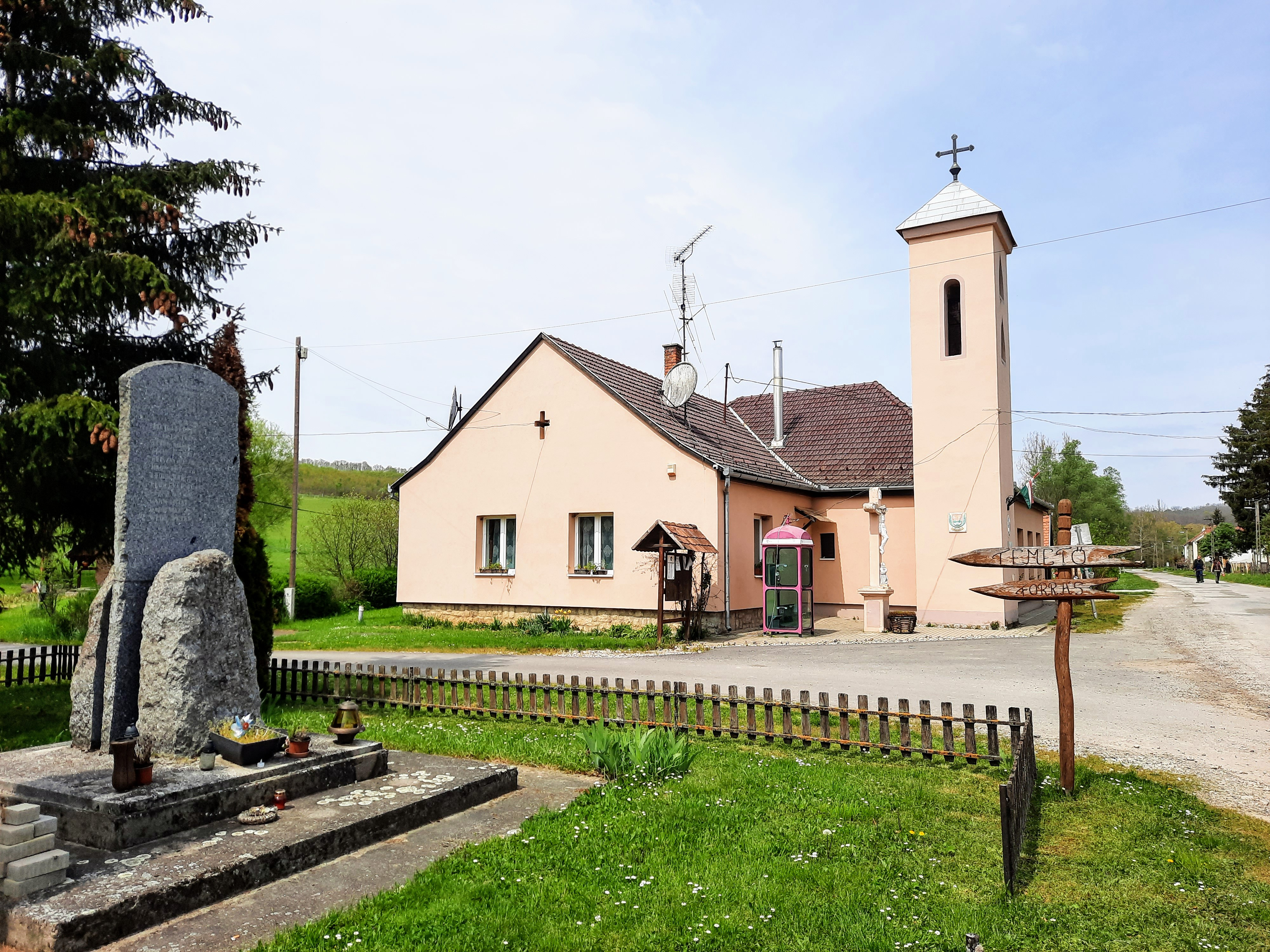
Okorvölgy

Okorvölgy (deutsch Ackerweg, kroatisch Korvođa) ist eine kleine Gemeinde im Komitat Baranya im Südwesten Ungarns mit einer Fläche von 3,11 km². Okorvölgy hat 88 Einwohner (Stand 2011). Die Gemeinde besteht aus einer Straße, die nur auf einer Seite mit Wohnhäusern bebaut ist. Okorvölgy besitzt einen Glockenturm und einen kleinen Friedhof. Die nächstgelegenen Orte sind Abaliget, Hetvehely und Szentkatalin. Die nächste Stadt ist Pécs. Okorvölgy ist etwa 85 Kilometer (Luftlinie) vom Urlaubsort Siófok am Balaton (Plattensee) entfernt. Im Dorf herrscht so gut wie kein Tourismus.

## Verkehr
Durch Okorvölgy verläuft die Nebenstraße Nr. 66105 nach Szentkatalin. Der nächstgelegene Bahnhof befindet sich östlich des Ortes in Abaliget.